# Sebastiano Foscarini
Sebastiano Foscarini (ur. 1649, zm. 1711) – wenecki dyplomata i prawnik Republiki Weneckiej.
Pochodził z tego samego rodu co późniejszy doża wenecki Marco Foscarini.
Sebastiano Foscarini pełnił funkcję prokuratora San Marco. W 1683 był ambasadorem we Francji. Następnie był wysłannikiem nadzwyczajnym (envoyé extraordinaire) w Hadze w latach 1709–1711.

## Literatura
- Schutte, Buitenlandse Vertegenwoordigers.